# اچ‌ام‌وی‌اس ویکتوریا (۱۸۸۴)
اچ‌ام‌وی‌اس ویکتوریا (۱۸۸۴) (به انگلیسی: HMVS Victoria (1884)) یک کشتی بود که طول آن ۱۴۵ فوت (۴۴ متر) بود. این کشتی در سال ۱۸۸۴ ساخته شد.